# Salix wilmsii
Salix wilmsii là một loài thực vật có hoa trong họ Liễu. Loài này được Seemen miêu tả khoa học đầu tiên.